# Barreiras
 (août 2024).
Si vous disposez d'ouvrages ou d'articles de référence ou si vous connaissez des sites web de qualité traitant du thème abordé ici, merci de compléter l'article en donnant les références utiles à sa vérifiabilité et en les liant à la section « Notes et références ».
Barreiras est une ville brésilienne de l'extrême ouest de l'État de Bahia. Elle se situe par une latitude de 12° 09' 10" sud et par une longitude de 44° 59' 24" ouest, à une altitude de 452 mètres. Sa population était estimée à 155 516 habitants en 2016. La municipalité s'étend sur 7 895 km2.
Barreiras possède un aéroport (code AITA : BRA).

## Maires
| Période | Période | Identité         | Étiquette | Qualité |
| ------- | ------- | ---------------- | --------- | ------- |
| 2009    | 2012    | Jusmari Oliveira | PR        |         |